# William Morris
William Morris, född 24 mars 1834 i Walthamstow i Waltham Forest nära London, död 3 oktober 1896 i Hammersmith i London, var en brittisk konstnär, formgivare och författare, en av förgrundsfigurerna inom den brittiska Arts and Crafts-rörelsen. Han är mest känd som formgivare av tapeter och mönstrade tyger, men var även verksam som författare och var en av den brittiska socialiströrelsens grundare.
En motsättning mellan ideal och praktik uppstod i Morris verksamhet, i och med att hans målsättning var att kunna skapa överkomliga men vackra föremål för vanliga människor, men att det i verkligheten bara var ett kräset fåtal ur de övre klasserna som hade råd med hans omsorgsfullt tillverkade och därmed dyrbara föremål. (I hans utopiska roman Nytt från en ny värld arbetar alla enbart för sin egen tillfredsställelse, och vackra handgjorda saker ges bort till dem som uppskattar dem.)

## Biografi

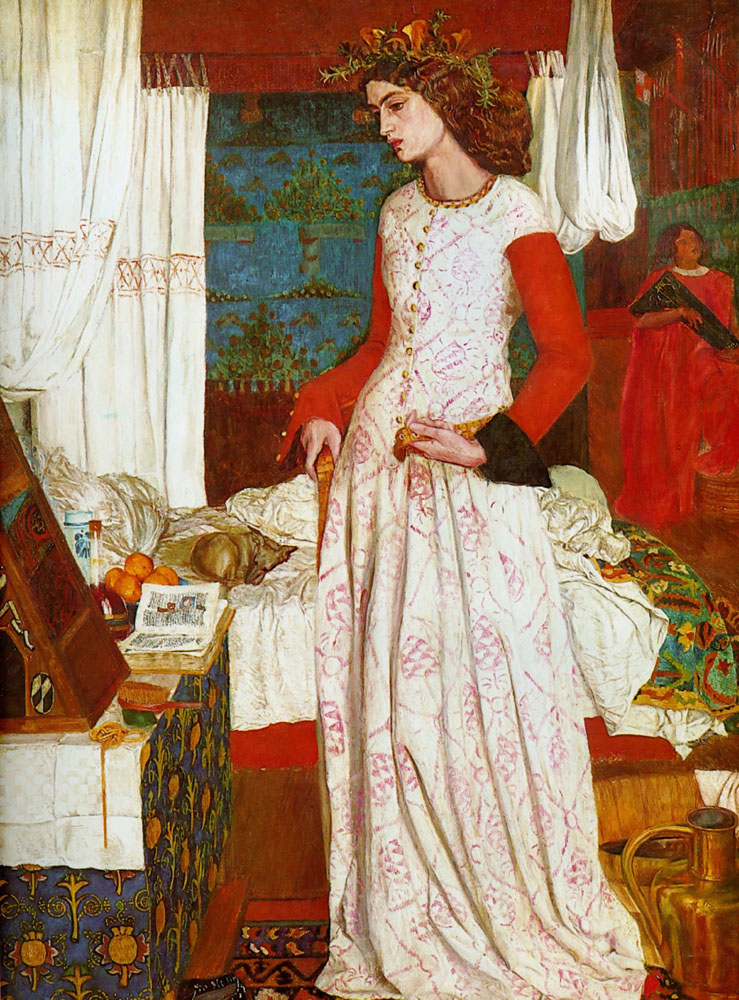
Drottning Guenever

Morris föddes i Walthamstow nära London. Han tillhörde en välbärgad familj och studerade vid universitetet i Oxford, där han skrevs in vid Exeter College. Där kom han att influeras av konst- och arkitekturteoretikern John Ruskin och mötte målaren och poeten Dante Gabriel Rossetti, målaren Edward Burne-Jones, målaren Ford Madox Brown och arkitekten Philip Webb, som blev hans vänner och med vilka han under senare år kom att samarbeta. Han mötte även sin blivande hustru, Jane Burden, en kvinna ur arbetarklassen vars bleka hy och kopparfärgade hår av Morris och hans vänner uppfattades som ett skönhetsideal; hon kom även att bli en av Rossettis favoritmodeller.
Morris och de övriga grundade det prerafaelitiska brödraskapet (Pre-Raphaelite Brotherhood) som tog avstånd från den torftiga industriella produktionen av konstföremål och arkitektur och ville se en återgång till traditionellt konsthantverk, och upphöjde hantverkare till status av konstnärer.

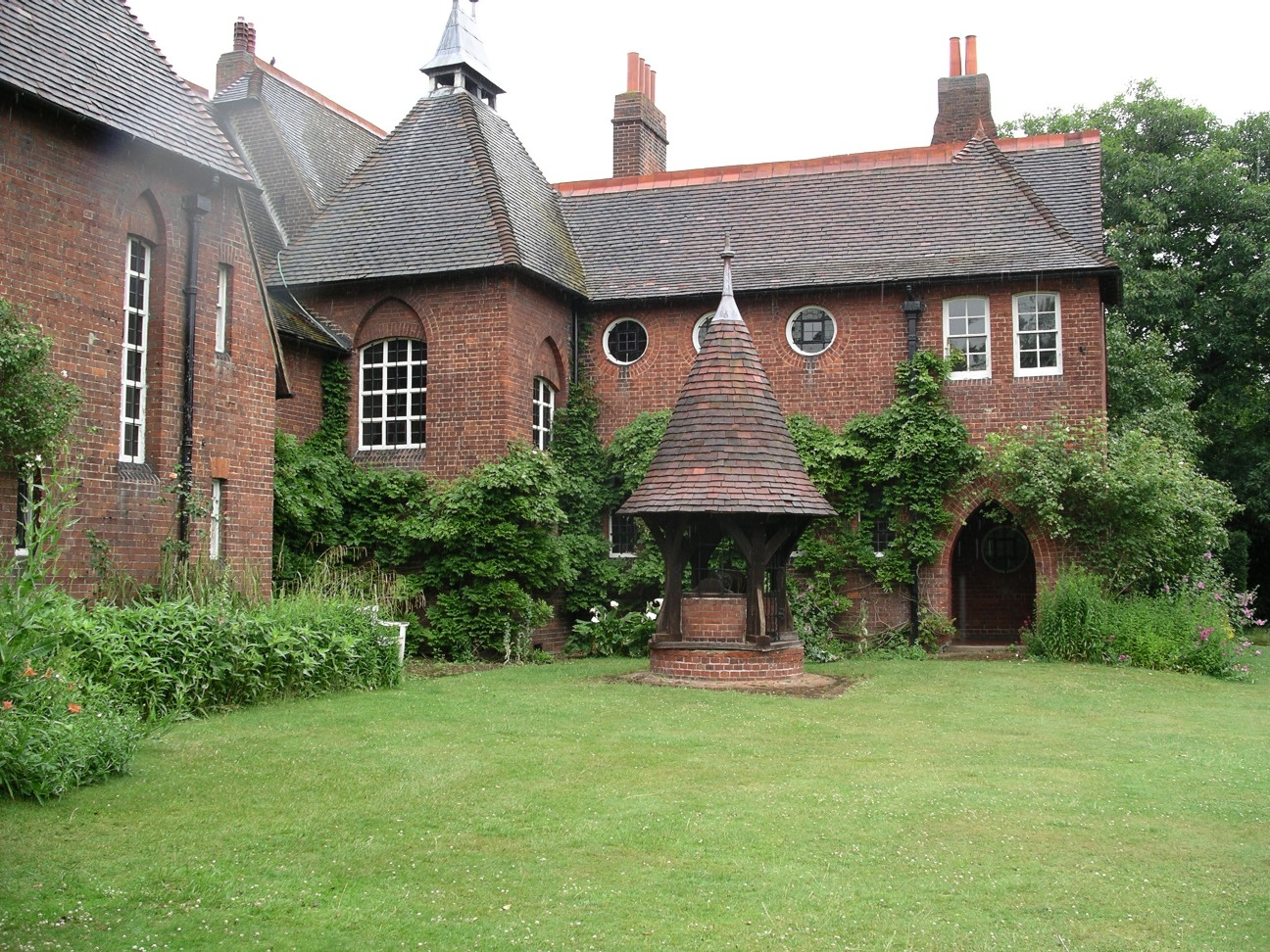
Williams och Janes "Red House" i Kent.

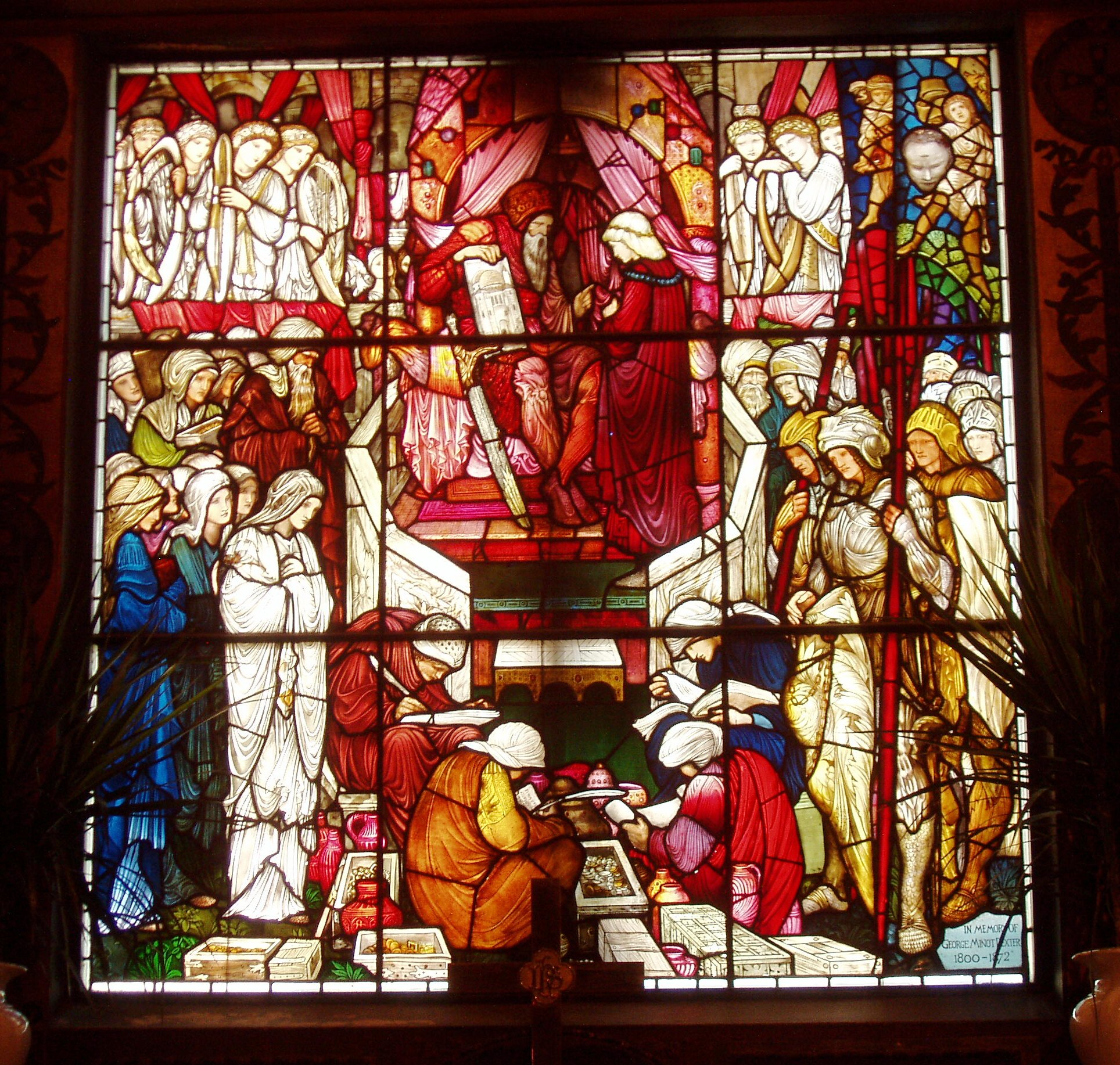
Glasmålat kyrkfönster, tillsammans med Burne-Jones.

Morris lämnade Oxford för att inträda i en arkitektfirma, men drogs främst till formgivning och konsthantverk. Tillsammans med arkitektvännen Philip Webb lät han 1859 uppföra Red House i Bexleyheath i Kent, vilket blev Morris present till Jane vid bröllopet. Det var under tiden där hans designidéer började ta mer konkret form. I klocktornet i stadskärnan i Bexleyheath finns en nisch med en byst av Morris.
År 1861 grundade han tillsammans med Rossetti, Burne-Jones, Madox Brown och Webb firman Morris, Marshall, Faulkner & Co. Han fortsatte hela livet att arbeta i sin egen firma, även om dess namn senare förändrades. Mest känd blev den som Morris & Co. Hans mönstrade tyger och tapeter säljs ännu idag under licens av tygproducenten Sanderson & Sons och varuhuset Liberty i London.
Morris grundade 1877 Society for the Protection of Ancient Buildings och hans antikvariska och bevarande arbete ledde indirekt till grundandet av National Trust.
Morris och hans dotter May hörde till Storbritanniens tidigaste socialister och samarbetade med Eleanor Marx och Friedrich Engels. Han inträdde 1883 i den socialdemokratiska federationen Social Democratic Federation och organiserade 1884 the Socialist League. Ett av hans mest kända skönlitterära arbeten, News from Nowhere, är en utopisk skildring av ett socialistiskt samhälle.
Tillsammans med Rossetti hyrde Morris herrgården Kelmscott Manor i Kelmscott i västra Oxfordshire, men samlivet i huset kom att färgas av en kärleksaffär mellan Rossetti och Jane Morris. För att undkomma reste Morris regelbundet till Island, där han bedrev forskning i den isländska sagolitteraturen ur vilken han hämtade inspiration till egen skönlitterär produktion.
Morris bok The Wood Between the Worlds anses ha influerat C. S. Lewis Narnia-serie, och J. R. R. Tolkien inspirerades av Morris rekonstruktioner av tidigt germanskt liv i The House of the Wolfings och The Roots of the Mountains.
Efter Tennysons död 1892 erbjöds Morris att bli Poet Laureate, men avböjde.
Morris dog 1896 och begravdes på kyrkogården i Kelmscott.
Morris-sällskap i Storbritannien och USA vårdar Morris arbete och tankar.

### The Kelmscott Press
The Kelmscott Press (vars namn togs efter den nämnda herrgården) grundades 1891 av Morris i Hammersmith, London, med ändamålet att framställa vackrare och bättre tryckta böcker. Morris tecknade två typsnitt, dels Golden Type, en venetiansk antikva baserad på den venetianske 1400-talstryckaren Nicolas Jensons typer, och dels Troy Type/Chaucer Type, ett gotiskt typsnitt baserat på tyska typer från 1400-talet. Många av böckerna var försedda med medeltidsinspirerade dekorativa bårder inspirerade av träsnitt i inkunabler. Morris höga krav på papper och tryckfärg och hans omsorg om boksidornas typografi och ornamentala element gjorde Kelmscott Press till Arts and Crafts-rörelsens mest kända privatpress. Morris utgåva av Geoffrey Chaucers samlade verk betraktas av många bibliofiler som en av de vackraste böcker som har framställts.

### Litterära arbeten

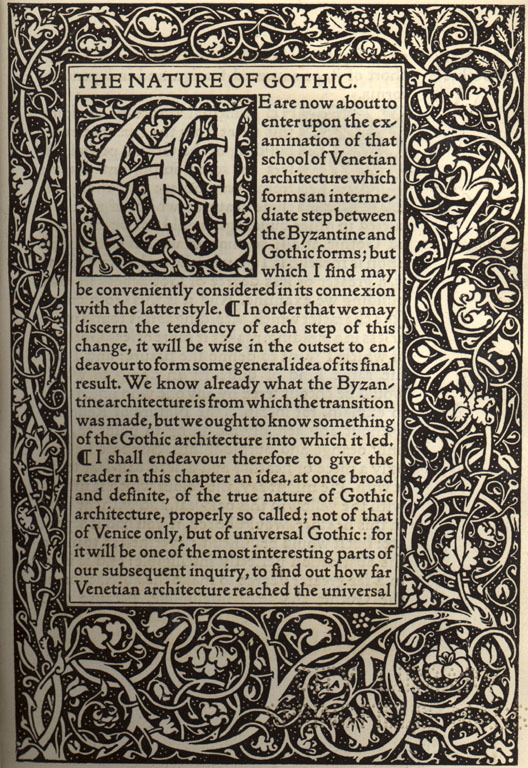
Ruskins bok "The Nature of Gothic" från Kelmscott Press.

- The Defence of Guinevere, and other Poems (1858)
- The Life and Death of Jason (1867)
- The Earthly Paradise (1868-70)
- The Story of Sigurd the Volsung and the Fall of the Nibelungs (1876)
- Love is Enough, or The Freeing of Pharamond (1872)
- A Dream of John Ball (1886)
- The House of the Wolfings (1888)
- The Roots of the Mountains (1889)
- News from Nowhere (1890)
- The Story of the Glittering Plain (1890)
- The Well at the World's End (1892)
- The Wood Beyond the World (1892)
- Child Christopher and Goldilind the Fair (1895)
- The Hollow Land (1887) Utgiven postumt
- The Water of the Wonderous Isles (1887) Utgiven postumt
- The Sundering Flood (1887) Utgiven postumt

### Övriga skrifter
- Nytt från en ny värld eller En hvilans tid (News from nowhere, or An epoch of rest) (översättning C.N. Carleson, Socialdemokratiska arbetarpartiets förlag, 1892)
- Monopol eller hur arbetarne utplundras (Göteborg, 1896)
- Arbetet och socialismen (The labour question from the socialist standpoint) (översättning Ragnar Casparsson, Ungsocialistiska partiets förlag, 1917). Ny uppl. Non plus ultra, 1983
- Konst och politik (urval och förord Gun Kessle, översättning: Maj och Paul Frisch, Gidlund, 1977)
- Nytt från en ny värld eller En epok av vila: några kapitel ur en utopisk berättelse (News from nowhere, or An epoch of rest) (övers. och efterskrift av Jan Stolpe, Gidlund, 1978)

Morris utgav även översattningar av medeltida och antika verk, bland annat samlingen av isländska sagor Three Northern Love Stories (1875), Aeneiden (1875), och Odysséen (1887).